# 崩坏系列
崩坏系列是由米哈游自2011年起推出的游戏系列，前3作由蔡浩宇主持製作，自2017年起蔣大衛接任系列製作人。遊戲以虛構的「虛數之樹」多重宇宙為背景，講述了琪亚娜、芽衣、布洛妮娅等角色的冒險經歷。雖然琪亚娜等角色的出演貫穿了整個系列，不過各部作品間的背景、人物設定常有諸多差異，基本上多部作品可分別當作是不同時代或平行世界發生的故事，彼此間並無絕對的關聯性。作品多以「反抗終焉，拯救世界」爲主題，以「崩壞」災害爲核心設定。
崩壞系列的起點爲2011年10月推出的《FlyMe2theMoon》，由「米哈游工作室」的5人初創團隊（蔡浩宇、劉偉、罗宇皓、靳志成和张庆华）製作。首部「崩壞」標題作品爲2012年《崩壞學園》，這也是米哈游成立公司後的首部作品。目前崩坏系列最新作品是於2023年4月26日發售的《崩壞：星穹铁道》。

## 設定元素

### 設定和主題
「崩壞」是贯穿崩壞系列的遊戲設定，是崩壞系列的核心世界觀與基礎。「崩壞」是一種具有一定智能、擁有多種表現形式的超自然力量，它的目的是毀滅发达的文明。「崩壞」可以侵染野獸與人類，使其變異或死亡，也可以引發病毒、自然災害、世界大戰等任何可能對文明造成損害的形式。「崩壞」的最高表現形式是「律者」，它們是「崩壞」的化身，擁有強大的能力和意志。只要产生了文明，「崩壞」就会降临，「崩壞」的發展強度總是與人類文明在該地區發展程度成正比。被「崩壞」吞噬的世界会从虚数之树上落下、进入量子之海，成为逐渐消亡的「世界泡」。「崩壞」一詞源自於日語中（hōkai），意為「崩潰或腐爛」。「崩壞」的英文「honkai」是自造词，特指系列核心設定「崩坏」災害。故意没有使用「hōkai」（平文式羅馬字）、「houkai」（假名逐字轉寫）等常用拼寫，是出於專有名詞化的考慮。
爲串聯不同遊戲世界，打造「崩壞宇宙」，《崩壞3rd》中提出了基於「虚数之树」、「量子之海」的多重宇宙设定。崩坏宇宙的最大尺度是量子之海，海中有虚数之树，而树上孕育有多重世界。虚数之树上的世界是稳定的，遵循历史和时间的规律，按照时间顺序发展，历史是线性结构。量子之海中也会在自然的涨落之中形成“世界泡”，“世界泡”是不稳定的，没有完整的历史、只有零碎的时间片段、特定的区域，所以也称为“世界的泡影”。崩坏系列自《崩壞3rd》起都遵循这一多重宇宙设定，《崩壞學園2》則由於意志統括者的緣故不隸屬於樹海體系中。其他著名米哈遊作品如《原神》也常被认为是虚数之树上的平行世界之一，与《崩壞3rd》和《崩壞：星穹鐵道》同一世界观。

### 角色設計
在《FlyMe2theMoon》中出現的琪亚娜·卡斯兰娜（Kiana Kaslana）是米哈游設計的第一個角色，也是崩壞系列多部作品的主人公。芽衣（Mei）和布洛妮娅（Bronya）在《崩壞學園》中出場後，與琪亚娜組成「御三家」，成爲了貫穿崩壞系列多部作品的核心角色。《崩壞學園2》的劇情繼承自《崩壞學園》初代，延續講述了初代的故事线；在原劇情「追溯篇」完結後，《崩壞學園2》推出的新篇章「傳承篇」「新生篇」開始採用平行世界的世界觀，用原有的角色講述新的故事。《崩壞3rd》延續了《崩壞學園2》的做法，在引入《崩壞學園2》主要角色的基礎上，給每個角色賦予了新的性格和人设。《崩壞：星穹铁道》中也延續傳統，推出了崩壞系列中的知名角色，如布洛妮娅、姬子、瓦爾特·楊等。

雖然崩壞系列每款遊戲都被看作是前作的「精神續作」，前作的部分角色卻往往會以全新的身份出現在新作中。米哈遊沿用角色設計，但賦予全新性格和人設的做法常被稱爲「同位體」。在訪談中，燒雞表示「同位體」的概念是表達崩壞系列內部聯繫最合適的方式。粉絲們既可以看到同一角色在不同的世界中蘊含的各種可能性，又能讓每部作品保持其相對獨立性。米哈游旗下的另一款遊戲《原神》中也大量借用了崩壞系列的主要角色設計。《原神》中一些角色名字與崩壞系列中的相似但不完全相同，中日語配音演员與崩壞系列相同，如《原神》中的雷電將軍與崩壞系列中的雷電芽衣在外觀上相似但性格相反，漢語配音均爲菊花花，日語配音均爲泽城美雪，而“天理的维系者”也与崩坏系列的琪亚娜·卡斯兰娜外观相似，汉语和日语声优均为陶典和钉宫理惠。

### 玩法
除了角色扮演遊戲中常見的元素相剋系統外，崩壞系列還擁有兩個獨特的元素：「虛數」和「量子」。
如同大多數角色扮演遊戲，崩壞系列採用經驗值等級系統來提升角色能力，玩家可以透過擊殺敵人來累積經驗值。某些特定材料可以用來加速角色的成長進度。每個角色在特定等級都會設有等級上限，玩家需要完成突破任務或提交材料才能進一步提升等級。

## 歷史
| 2011 | FlyMe2theMoon  |
| 2012 | 崩坏学园       |
| 2013 |                |
| 2014 | 崩坏学园2      |
| 2015 |                |
| 2016 | 崩坏3          |
| 2017 |                |
| 2018 |                |
| 2019 |                |
| 2020 | 原神           |
| 2021 |                |
| 2022 |                |
| 2023 | 崩坏：星穹铁道 |

### 起源
崩壞系列的起點爲發售於iOS平台的萌系美少女2D卷轴过关游戏《FlyMe2theMoon》。《FlyMe2theMoon》為崩壞系列的首部作品，是米哈游公司成立前，以「米哈游工作室」獨立開發者的身份開發和發售的作品。遊戲於2011年9月28日年在iOS平臺發售，爲付費買斷制，定价18元。《FlyMe2theMoon》以天才魔女琪亚娜為主人公，共有探险、解谜、竞速、坚守四种模式60個關卡。遊戲劇情爲琪亚娜前往月之残境（Lunar Ruins），在完成魔法师残酷的试炼后，揭开自己身世的真相。遊戲名称與題材来自動畫《新世紀福音戰士》的片尾曲Fly Me to the Moon。遊戲使用Cocos2d軟件、物理引擎開發。遊戲的主題曲由音乐制作人裕剣流作曲，作詞，VOCALOID軟體初音未来演唱。虽然标题里并没有「崩坏」二字，但無論是主人公琪亚娜還是「飛向月球」都成為了崩坏系列的核心設定。

### 主要遊戲
《崩壞學園》是米哈游公司成立以來的第一款移动游戏。雖然《FlyMe2theMoon》的市場反響有限，但初創的米哈遊還是藉此拿到了斯凯网络的100万元天使轮投资。爲了花光投資款，米哈遊於2011年12月開始研發《崩坏学园》，在3个月内进行了四五个版本的迭代，採用Unity引擎、Maya圖形軟體製作，隨後又用8個月調整數值、完善系統。設計靈感來自二維橫版射擊遊戲和日本動漫系列《学園黙示録》。《崩壞學園》以校園為主題，遊戲設定在近未来，在被丧尸围困的崩坏学园中，主角琪亚娜使用不同的武器与丧尸们展开激烈的战斗。「崩壞」的名稱也是來源於此。而遊戲主角琪亚娜·卡斯兰娜也是從《FlyMe2theMoon》中直接借用過來，最終琪亚娜成爲了崩壞系列的核心角色。遊戲於2012年11月發佈1.0版本，12月在iOS平臺發售，爲付费购买的单机游戏。
《崩壞學園2》是本系列中的第二部主要作品，繼承了《崩壞學園》數據、代碼、美術設計。《崩坏學園2》在2013年6月立項，與《崩坏学园》相同，仍爲2D橫版射擊遊戲，但由買斷制改爲儲值抽卡制。遊戲核心玩法借鑑自遊戲《智龙迷城》。《崩壞學園2》補充了初代沒有的新角色、新武器、新衣裝等。团队自8月开始设计服务器架构，并在 11 月开始设计美术和开发系统，因大量繼承《崩壞學園》數據、代碼、美術資源而開發，相比初代開發耗時更短。遊戲於2014年1月26日開啓測試，3月於嗶哩嗶哩平臺上線，成爲了米哈游首款獲得商業上成功的遊戲。
《崩壞3rd》由系列的衍生漫画《崩壞3rd》改编而来，是本系列中第三部主要作品。2014年6月《崩坏3》立项，由蔡浩宇主持製作。同年7月6日蔡浩宇參加GameLook开放日大會上海站，介紹《崩坏學園2》开发推广经验分享。，「崩壞宇宙」也是在這一時期提出的。2015年3月起米哈游開始開發《崩壞3rd》的3D遊戲引擎。米哈游为游戏开发了一款基于物理的动画系统，该系统可以利用物理运算模拟不同的材质，展示更加真实的角色动作和获得场景破坏效果。这一系统还可以修复动画间的跳跃问题，提升动画的观感，变得更加自然。此外，米哈游还开发了 3D 建模、光线渲染、实时渲染和预渲染相关的技术和系统。同年10月开始製作遊戲內容。在開發的過程中，因爲3D製作對於團隊來說毫無經驗，僅琪亚娜的美術、建模和動畫就花費了6個月的時間。初版的測試系統也被全部推翻重做。《崩壞3rd》於2016年3月在iOS平臺內測，9月公測，10月14日正式上線。自2017年起蔣大衛接任製作人。《崩壞3rd》是一款以崩壞世界的未來為背景的動作遊戲，玩家可以扮演不同的女武神，使用各種武器和技能，與崩壞的敵人戰鬥。包括琪亚娜·卡斯兰娜、雷電芽衣、布洛妮婭·扎伊切克等前作角色悉數登場。遊戲系統爲動作類角色扮演手游。除了遊戲本體，《崩壞3rd》還有衍生動畫系列、视觉小说、漫畫、宣傳真人劇等。在中國大陸上線數月後，日服於2017年2月22日上線；2017年5月18日臺服上線；2017年11月1日東南亞服上線；2018年3月28日遊戲在北美和歐洲發行。作爲手游的《崩壞3rd》在2019年12月26日發佈PC版。自《崩壞3rd》開始，米哈游的作品開始在全球範圍內引發反響。

### 外傳作品
2017年2月15日，米哈遊向中國證券監督管理委員會提交首次公開募股（IPO）申請，計劃籌集超過十億人民幣。其間公司僅依靠《崩壞》系列單一IP、《崩壞學園2》當時佔營收96.34%等問題受到質疑。若無法持續對內容與玩法進行升級從而保持遊戲的競爭力，可能會影響公司產品的持續盈利能力。另外《崩壞》系列受衆群體單一也受到質疑。2017年12月19日，米哈遊遞交更新後的營收，加入《崩壞3rd》相關數據，此時《崩壞3rd》與《崩壞學園2》已共佔98.82%營收，單一IP問題更加嚴重。為了改變這一局面，米哈遊將原本名為《崩壞4》（又名《崩壞：編年史》，原立項於2017年1月）的專案改名為《原神》，使其不再屬於崩壞系列。米哈遊於2020年撤回了IPO申請。儘管《原神》不以「崩壞」為題，但因其相似的角色設計，常被視為該系列的衍生作品，且已確認與崩壞系列位於同一多重宇宙中。
2018年11月，另一個「崩壞4」專案《崩坏4：银河》立项。後來，該遊戲於2019年以《崩壞：星穹鐵道》的名義重新立项，立项之初确定该游戏将较为轻度且偏向运营，计划在上线后至少运营6年。由于前作《崩坏3》的背景设定是地球，但剧情中曾提到该世界观中的其他行星，因此制作团队决定将“宇宙”作为《崩坏：星穹铁道》的舞台。《崩壞：星穹鐵道》是一款設定在崩壞宇宙銀河中的回合制角色扮演遊戲。故事主要講述了遊戲主角「開拓者」登上「星穹列車」漫遊宇宙中各大行星，並在冒險中解決「星核」對各世界帶來的災難。游戏融合了日式角色扮演游戏的元素，战斗系统采用回合制，并含有箱庭探索、Roguelike等机制。此外由于玩家反映《崩坏3》的操作难度过高，团队决定《崩坏：星穹铁道》更重视策略性，并降低操作难度和上手门槛，打造“可以玩的动画番剧”。《崩壞：星穹鐵道》於2023年4月26日全球發布，登陸Microsoft Windows、iOS、Android平臺，于2023年10月11日登陸PlayStation 5。

### 續作與可下載內容
《崩壞學園2》主線劇情「追溯篇」完結後，遊戲以多回目大结局的形式繼續更新新劇情，先後推出了「新生篇」、「傳承篇」等外傳篇章。
《崩壞3rd》在主線劇情第三十五章完結後，以可下載內容的形式，於2024年2月29日開啟「第二部」，原劇情則為「第一部」。更新內容除新劇情外，還包括新角色、重製的使用者介面、更新後的遊戲引擎，以及從任務式結構轉變為類似《崩壞：星穹鐵道》的限制性開放世界結構。

## 開發

### 劇情設計
目前崩壞系列的劇本製作團隊共有數十人。相比於各個專案各自創作，整個崩壞系列的構思、設定和創作是在更高級的「IP團隊」中進行的。
燒雞是《崩壞3rd》主線劇情「最後一課」、「往事樂土」、「薪炎永燃」等篇章的主筆。在《崩壞：星穹鐵道》2.0版本的前瞻直播中，燒雞作為節目嘉賓出場，並揭曉他的新身份為整個崩壞系列的編劇，《崩壞：星穹鐵道》主線劇情的匹諾康尼章節也將由他主筆。在訪談中，燒雞表示崩壞系列的劇情是以現代流行文化為中心構建的。因此，首先考慮「現實中的人們現在面臨什麼問題、什麼困難」，將這個問題賦予各個角色，在劇情中展現不同角色對這個問題的理解。以此為基礎，劇情的最後會達成一個比現實更浪漫、更積極、更理想的結局，透過這個故事讓玩家產生共鳴。燒雞表示，他創作的出發點是通過故事與玩家們共享「共同經歷、相互陪伴」的感覺，希望玩家們能在遊玩後獲得美好的、有價值的回憶。燒雞表示，崩壞系列的主題是「人文關懷」，讓玩家通過各種「人類頌歌」的故事，相信生活的美好，獲得勇氣和溫暖，編劇團隊希望將這樣的人類文明的燈火傳遞給更多的人。

### 美術設計
崩壞系列的美術主筆爲CiCi（张庆华），他也是米哈遊美術總監。在《FlyMe2theMoon》開發时，米哈遊通過社交软件找到了找到當時還是广东工业大学動畫專業的大四學生张庆华，邀請他加入米哈遊，成爲了美術主筆。CiCi的首幅角色原设作品即爲游戏《FlyMe2theMoon》中的主人公Kiana（崩坏系列主角琪亚娜·卡斯兰娜的原型）。作为初創團隊唯一的美术，他经手设计了米哈游几乎所有的早期美术。
在角色設計上，《遊戲日報》將崩壞系列的美術設計歸納爲「放大角色特點」，即通過各種不同表現形式，如立繪、技能特效和預告片等媒介，圍繞角色的特點進行強化，使得玩家對角色的外觀形象印象深刻；目的上，爲了與其他物料（包括劇情、資料文本等）相配合，「让各类角色仿佛真的生活在游戏世界一般」。在場景美術上，《崩坏∶星穹铁道》的美術設計者表示，把遊戲貼圖工作程式化也是米哈遊「工業化」目標的一部分，而對美術效果和性能表現的精益求精都是爲了給玩家帶來最好的遊戲體驗。對於宣傳廣告片的設計，米哈遊廣告片設計者表示，除了美術設計本身對美的追求外，宣傳影片還要做到「传递信息、分享情绪」，以營造恰如其分、身臨其境的世界觀。

### 音樂
崩壞系列的音樂由HOYO-MiX的多位作曲家作曲。2011年米哈游買下日渐崩溃的初音未来版權，之後蔡近翰、鄭小宇、夏轶瀚三人加入米哈游，共同创立「HOYO-MiX」工作室，為米哈游旗下各游戲作品創作配樂。蔡近翰担任 HOYO-MiX 主理人，同时担任米哈游音乐总监。之後HOYO-MiX先後招募宮奇、文馳、林一凡等作曲家，爲崩壞系列所有作品創作原聲帶音樂。崩壞系列的首張原聲帶專輯爲《崩坏世界的歌姬 - 崩坏学园2 OST》，於2014年11月11日發佈。自2017年起，HOYO-MiX持續與多位知名歌手合作推出音樂曲目，首次合作爲与日本钢琴家、歌手小林未郁的合作，發行了Girl Inside、崩坏世界的歌姬等單曲。发布仅半个月，便以第 6 名的成绩杀入网易云音乐榜单，专辑中另一首重置版主题曲崩坏世界的歌姬也已进入前 10。

### 在地化
在《Play》雜誌的採訪中，米哈遊解釋了《崩壞：星穹鐵道》在英文在地化過程中遇到的獨特挑戰。在地化過程需要創意地轉譯傳統和流行文化元素，特別是那些深植於中國社會和語言中的內容。為了讓英語使用者能更好地理解遊戲，米哈遊對中文的成語、迷因和用典進行了調整。例如，遊戲中向周杰倫的歌曲一路向北致敬的成就，在英文版中被改為「Sweet Pom-Pom O'Mine」，以向槍與玫瑰樂隊致意。遊戲中也包含文言文元素，這些內容都經過精心翻譯以保留其原有精髓。

## 評價
| 游戏           | Metacritic |
| -------------- | ---------- |
| 崩坏：星穹铁道 | 80/100     |

崩壞系列各作品受到市场和玩家的认可。《崩坏学园2》曾获“2014年度最佳二次元网络游戏金鹏奖”、“最具人气网络手游奖”等多个奖项。截至2017年6月30日，《崩坏学园2》充值流水金额累计超过10亿元。《崩坏3》在App Store上线次日获得苹果首页推荐，获硬核联盟推荐并取得了硬核联盟颁发的“十大人气游戏”、华为游戏“2016年度十佳网游”、“2016年度最佳二次元网络游戏金鹏奖”等多个奖项。截至2017年6月30日，《崩坏3》游戏账户数量数超过2200万个，累计充值流水金额超过11亿元。《崩坏3》公测首月新增账户数量即超过500万，游戏流水超过1亿元。《崩坏：星穹铁道》遊戲上線前夕，中国大陆的預約玩家數量达到2298万，中国大陆以外为1000万。2023年4月23日《崩坏：星穹铁道》预下载當日登上超过113个国家及地区的App Store免費榜首位，以及中国大陆、美国、日本、韩国的总榜第一。4月26日《崩坏：星穹铁道》全球上線后，5小時内登上中國大陸App Store暢銷榜首位，42個國家及地區暢銷榜前十，4月28日米哈遊宣佈遊戲下載量超過兩千萬。GameLook估计，《崩坏：星穹铁道》上线首日，其全球全平台收入很可能已超过1亿人民币。而机构Sensor Tower的数据称，《崩坏：星穹铁道》上线10天内，手游版本的全球营收超过1亿美元，其中中国占比44％，日本占比22％，美国占比12％。机构DataEye统计，《崩坏：星穹铁道》上线15天内，仅iOS版和通过Google Play下载的Android版的收入已达至少6500万美元，其中日本流水达1.2亿人民币。
根据评论聚合网站Metacritic的数据，对《崩坏：星穹铁道》的评价以“正面评论为主”；在另一个评论聚合网站OpenCritic汇总的20篇评论文章中，正面评价占比为88%。IGN的傑絲·雷耶斯（Jess Reyes）称其为2023年最好的免费开玩游戏。